# Rio Coşava
O Rio Coşava é um rio da Romênia, afluente do Nera, localizado no distrito de Caraş-Severin.